# Torneo Internacional Nocturno Copa de Oro Rioplatense

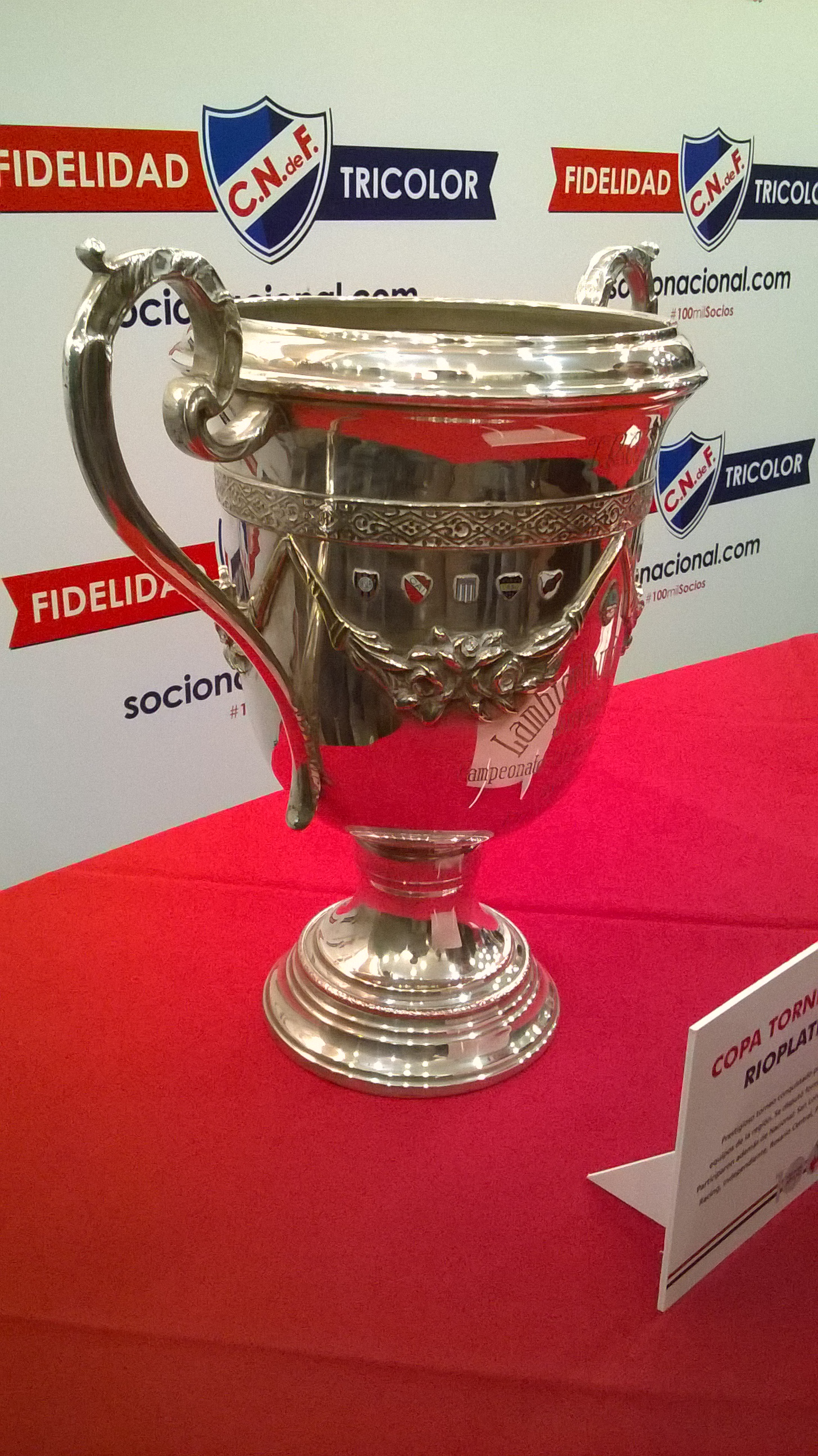
Copa del Torneo Internacional Nocturno 1938 ganada por Nacional.

El Torneo Internacional Nocturno, Copa de Oro Rioplatense fue una copa internacional amistosa, en las que participaron los mejores equipos de Buenos Aires, Montevideo, Rosario y La Plata.
Previamente a la aparición de las competencias interclubes organizadas por la Confederación Sudamericana de Fútbol, se disputaron distintas competencias internacionales de las que tomaban parte los principales equipos de Argentina y Uruguay. Entre 1900 y 1947 se destacaron la Copa Competencia Chevallier Boutell, la Copa de Honor Cusenier, la Copa Aldao, las cuales eran oficiales, siendo el caso del Torneo internacional Nocturno, la copa que reunía a dichos campeones internacionales.
La copa incluyó a un árbitro FIFA, José Bartolomé Macías, quien fue el primer árbitro argentino de fútbol en dirigir en un mundial, al hacerlo en la Copa del Mundo de 1930 que se disputó en Uruguay.

## Historia
El Torneo Internacional Nocturno, en ocasiones mal llamada Copa de Oro Rioplatense (Copa de Oro era el nombre de la copa que se le otorgaba al campeón del Torneo Internacional Nocturno), también llamado Torneo Internacional Rosario o como popularmente se lo llamó: “Torneo de los Grandes””(C. C. Grandes del Río de la Plata (Nocturno Rioplatense)); tuvo cuatro ediciones 1936, 1938, 1943 y 1944. Estas se jugaban en el receso de los campeonatos de cada país. En ellas participaron los mejores equipos de Buenos Aires, Montevideo, Rosario, y La Plata.

## Ediciones

### 1936
- Edición 1936

#### Posiciones
| Puesto | Equipo            | Pts | PJ | PG | PE | PP | GF | GC | Dif |
| ------ | ----------------- | --- | -- | -- | -- | -- | -- | -- | --- |
| 1.º    | Independiente     | 13  | 8  | 5  | 3  | 0  | 24 | 10 | 14  |
| 2.º    | San Lorenzo       | 12  | 8  | 5  | 2  | 1  | 22 | 17 | 5   |
| 3.º    | Rosario Central   | 10  | 8  | 4  | 2  | 2  | 20 | 17 | 3   |
| 4.º    | River Plate       | 9   | 8  | 3  | 3  | 2  | 19 | 19 | 0   |
| 5.º    | Newell's Old Boys | 8   | 8  | 2  | 4  | 2  | 12 | 12 | 0   |
| 6.º    | Nacional          | 6   | 8  | 1  | 4  | 3  | 7  | 10 | -4  |
| 7.º    | Peñarol           | 6   | 8  | 2  | 2  | 4  | 18 | 21 | -3  |
| 8.º    | Boca Juniors      | 5   | 8  | 1  | 3  | 4  | 14 | 20 | -6  |
| 9.º    | Racing Club       | 3   | 8  | 1  | 1  | 6  | 17 | 28 | -11 |

### 1938

#### Posiciones
| Puesto | Equipo                  | Pts | PJ | PG | PE | PP | GF | GC | Dif |
| ------ | ----------------------- | --- | -- | -- | -- | -- | -- | -- | --- |
| 1.º    | Nacional                | 14  | 9  | 7  | 0  | 2  | 16 | 8  | 8   |
| 2.º    | San Lorenzo             | 12  | 9  | 6  | 0  | 3  | 28 | 21 | 7   |
| 3.º    | Boca Juniors            | 11  | 9  | 5  | 1  | 3  | 25 | 16 | 9   |
| 4.º    | Newell's Old Boys       | 10  | 9  | 4  | 2  | 3  | 24 | 19 | 5   |
| 5.º    | Independiente           | 9   | 9  | 4  | 1  | 4  | 22 | 17 | 5   |
| 6.º    | Racing Club             | 9   | 9  | 4  | 1  | 4  | 21 | 16 | 5   |
| 7.º    | Rosario Central         | 8   | 9  | 3  | 2  | 4  | 15 | 20 | -5  |
| 8.º    | Peñarol                 | 7   | 9  | 3  | 1  | 5  | 23 | 31 | -8  |
| 9.º    | River Plate             | 7   | 9  | 3  | 1  | 5  | 13 | 21 | -8  |
| 10.º   | Estudiantes de La Plata | 3   | 9  | 1  | 1  | 7  | 15 | 33 | -18 |

#### Resultados
| Independiente           | 0-1 | Nacional        |
| Peñarol                 | 2-1 | Boca Juniors    |
| Racing Club             | 5-1 | Rosario Central |
| Estudiantes de La Plata | 5-1 | San Lorenzo     |
| Newell's Old Boys       | 5-1 | River Plate     |

| Nacional                | 2-1 | Racing Club       |
| Rosario Central         | 5-1 | Peñarol           |
| San Lorenzo             | 5-0 | Newell's Old Boys |
| Boca Juniors            | 5-3 | Independiente     |
| Estudiantes de La Plata | 2-2 | River Plate       |

| Nacional        | 1-0 | Newell's Old Boys       |
| Racing Club     | 2-1 | Boca Juniors            |
| Peñarol         | 3-2 | Independiente           |
| Rosario Central | 3-2 | Estudiantes de La Plata |
| San Lorenzo     | 4-2 | River Plate             |

| Nacional          | 3-2 | San Lorenzo             |
| Boca Juniors      | 3-1 | River Plate             |
| Racing Club       | 3-0 | Peñarol                 |
| Newell's Old Boys | 1-0 | Rosario Central         |
| Independiente     | 5-0 | Estudiantes de La Plata |

| Nacional     | 2-1 | Estudiantes de La Plata |
| River Plate  | 0-3 | Independiente           |
| Boca Juniors | 1-1 | Rosario Central         |
| San Lorenzo  | 4-3 | Racing Club             |
| Peñarol      | 4-4 | Newell's Old Boys       |

| Nacional          | 5-0 | Rosario Central         |
| Boca Juniors      | 3-0 | San Lorenzo             |
| Independiente     | 3-0 | Racing Club             |
| Newell's Old Boys | 5-0 | Estudiantes de La Plata |
| River Plate       | 5-2 | Peñarol                 |

| Nacional                | 2-1 | Peñarol           |
| Independiente           | 2-1 | Newell's Old Boys |
| Estudiantes de La Plata | 2-6 | Boca Juniors      |
| River Plate             | 1-0 | Racing Club       |
| Rosario Central         | 1-2 | San Lorenzo       |

| Nacional    | 0-2 | Boca Juniors            |
| San Lorenzo | 3-2 | Independiente           |
| Peñarol     | 7-2 | Estudiantes de La Plata |
| Racing Club | 3-3 | Newell's Old Boys       |
| River Plate | 0-2 | Rosario Central         |

| Nacional      | 0-1 | River Plate             |
| Racing Club   | 2-1 | Estudiantes de La Plata |
| Peñarol       | 2-7 | San Lorenzo             |
| Boca Juniors  | 3-5 | Newell's Old Boys       |
| Independiente | 2-2 | Rosario Central         |

#### Goleadores
| Jugador          | Equipo            | Goles |
| ---------------- | ----------------- | ----- |
| Atilio García    | Nacional          | 12    |
| Arsenio Erico    | Independiente     | 11    |
| Luis María Rongo | River Plate       | 9     |
| Agustín Cosso    | San Lorenzo       | 8     |
| Ricardo Alarcón  | San Lorenzo       | 8     |
| Eduardo Gómez    | Newell's Old Boys | 8     |
| Mario Morosano   | Newell's Old Boys | 8     |
| Alfredo Gaspari  | Boca Juniors      | 7     |
| Daniel Savio     | Boca Juniors      | 7     |
| Larrechart       | Racing Club       | 7     |
| Barrera          | Racing Club       | 6     |

### 1943

#### Posiciones
| Puesto | Equipo            | Pts | PJ | PG | PE | PP | GF | GC | Dif |
| ------ | ----------------- | --- | -- | -- | -- | -- | -- | -- | --- |
| 1.º    | Newell's Old Boys | 11  | 7  | 5  | 1  | 1  | 19 | 13 | 6   |
| 2.º    | Boca Juniors      | 9   | 7  | 4  | 1  | 2  | 15 | 6  | 9   |
| 3.º    | Independiente     | 8   | 7  | 4  | 0  | 3  | 22 | 20 | 2   |
| 4.º    | Nacional          | 7   | 7  | 3  | 1  | 3  | 17 | 18 | -1  |
| 5.º    | Huracán           | 6   | 7  | 3  | 0  | 4  | 20 | 18 | 2   |
| 6.º    | Peñarol           | 6   | 7  | 2  | 2  | 3  | 15 | 21 | -6  |
| 7.º    | Racing Club       | 5   | 7  | 2  | 1  | 4  | 15 | 20 | -5  |
| 8.º    | San Lorenzo       | 4   | 7  | 2  | 0  | 5  | 14 | 22 | -8  |

#### Resultados
| Boca Juniors      | 1-1 | Nacional      | 16 de enero |
| Newell's Old Boys | 0-4 | Independiente | 16 de enero |
| Peñarol           | 1-1 | Racing Club   | 17 de enero |
| Huracán           | 4-0 | San Lorenzo   | 19 de enero |

| Nacional      | 3-1 | San Lorenzo       | 23 de enero  |
| Independiente | 1-3 | Peñarol           | 23 de enero  |
| Boca Juniors  | 3-0 | Huracán           | 26 de enero  |
| Racing Club   | 3-5 | Newell's Old Boys | 4 de febrero |

| San Lorenzo       | 2-1 | Racing Club  | 30 de enero  |
| Peñarol           | 0-1 | Boca Juniors | 30 de enero  |
| Newell's Old Boys | 4-0 | Nacional     | 30 de enero  |
| Independiente     | 4-2 | Huracán      | 2 de febrero |

| Nacional     | 5-3 | Independiente     | 6 de febrero |
| Huracán      | 1-3 | Newell's Old Boys | 6 de febrero |
| Boca Juniors | 4-0 | Racing Club       | 9 de febrero |
| San Lorenzo  | 5-3 | Peñarol           | 7 de marzo   |

| Peñarol           | 4-2 | Nacional     | 13 de febrero |
| Huracán           | 3-2 | Racing Club  | 13 de febrero |
| Newell's Old Boys | 2-1 | Boca Juniors | 13 de febrero |
| Independiente     | 5-4 | San Lorenzo  | 16 de febrero |

| Racing Club | 5-3 | Independiente     | 20 de febrero |
| Nacional    | 5-2 | Huracán           | 20 de febrero |
| Peñarol     | 3-3 | Newell's Old Boys | 21 de febrero |
| San Lorenzo | 1-4 | Boca Juniors      | 24 de febrero |

| Huracán       | 8-1 | Peñarol           | 25 de febrero |
| Racing Club   | 3-1 | Nacional          | 27 de febrero |
| San Lorenzo   | 1-2 | Newell's Old Boys | 28 de febrero |
| Independiente | 2-1 | Boca Juniors      | 2 de marzo    |

### 1944

#### Grupo A
| Puesto | Equipo      | Pts | PJ | PG | PE | PP | GF | GC | Dif |
| ------ | ----------- | --- | -- | -- | -- | -- | -- | -- | --- |
| 1.º    | River Plate | 5   | 4  | 2  | 1  | 1  | 12 | 7  | 5   |
| 1.º    | Nacional    | 5   | 4  | 2  | 1  | 1  | 6  | 4  | 2   |
| 3.º    | Huracán     | 4   | 4  | 1  | 2  | 1  | 10 | 10 | 0   |
| 4.º    | San Lorenzo | 4   | 4  | 2  | 0  | 2  | 8  | 13 | -5  |
| 5.º    | Peñarol     | 2   | 4  | 0  | 2  | 2  | 3  | 5  | -2  |

##### Desempate primer puesto
| 15 de febrero de 1944 | River Plate                                                 | 6:3 (3:3, 2:1) | Nacional                                                     | El Gasómetro, Buenos Aires |                         |
|                       | F. Loustau 9' 29' 104' · Roberto D'Alessandro 50' 117' 120' |                | Bibiano Zapirain 17' · Aníbal Ciocca 55' · Atilio García 61' | Árbitro(s): F.Matteucci    | Árbitro(s): F.Matteucci |

#### Grupo B
| Puesto | Equipo                  | Pts | PJ | PG | PE | PP | GF | GC | Dif |
| ------ | ----------------------- | --- | -- | -- | -- | -- | -- | -- | --- |
| 1.º    | Rosario Central         | 5   | 4  | 2  | 1  | 1  | 5  | 4  | 1   |
| 2.º    | Estudiantes de La Plata | 4   | 4  | 2  | 0  | 2  | 9  | 9  | 0   |
| 3.º    | Newell's Old Boys       | 4   | 4  | 1  | 2  | 1  | 8  | 8  | 0   |
| 4.º    | Independiente           | 4   | 4  | 2  | 0  | 2  | 5  | 9  | -4  |
| 5.º    | Racing Club             | 3   | 4  | 1  | 1  | 2  | 6  | 7  | 3   |

#### Tercer y cuarto puesto
| 18 de febrero de 1944 | Nacional                                                     | 3:2 (1:2) | Estudiantes (LP)  | Estadio Centenario, Montevideo |                       |
|                       | Roberto Porta 13' · Bibiano Zapirain 54' · Atilio García 67' |           | Pelegrina 22' 44' | Árbitro(s): D. Solari          | Árbitro(s): D. Solari |

#### Final
| 18 de febrero de 1944 | River Plate                  | 2:0 (1:0) | Rosario Central | El Gasómetro, Buenos Aires |                          |
|                       | Roberto D'Alessandro 11' 62' |           |                 | Árbitro(s): F. Matteuchi   | Árbitro(s): F. Matteuchi |

## Campeones
| Temporada | Campeón           | Subcampeón      | Tercero         |
| --------- | ----------------- | --------------- | --------------- |
| 1936      | Independiente     | San Lorenzo     | Rosario Central |
| 1938      | Nacional          | San Lorenzo     | Boca Juniors    |
| 1943      | Newell's Old Boys | Boca Juniors    | Independiente   |
| 1944      | River Plate       | Rosario Central | Nacional        |